# リオネル・キャロル
リオネル・キャロル(1991年4月12日-)は、フランスのサッカー選手。ポジションはDF。カイセリスポル所属。

## 経歴
2006年にFCナントに加入。2010-2011シーズンのリーグ・ドゥでトップチームに初召集された。2010年8月17日のエヴィアン・トノン・ガイヤールFC戦でプロデビュー。
2011年1月14日、SLベンフィカに移籍した。
2013年7月9日、トロワACに加入した。
2015年7月11日、ガラタサライSKに4年契約で移籍した。移籍金は150万ユーロ。
2018年8月、RCストラスブールに3年契約で移籍した。